# Ackersdijk en Vrouwenregt
Ackersdijk en Vrouwenregt est une ancienne commune néerlandaise de la Hollande-Méridionale. De nos jours, son territoire appartient à la commune de Delft. Le nom d'Ackersdijk est perpétué dans les lacs des Ackersdijkse Plassen.

## Histoire
Entre 1812 et 1817, la commune a été rattachée à celle de Pijnacker. En 1840, la commune comptait 21 maisons et 135 habitants, tous dans le hameau de Ackersdijk. En cette année, Vrouwenregt était probablement inhabité. Le 1er septembre 1855, Ackersdijk en Vrouwenregt est rattaché à la commune de Vrijenban.